# Seppo Reijonen
Seppo Olavi Reijonen (* 29. April 1944 in Sortawala) ist ein ehemaliger finnisch-schwedischer Skispringer und Skisprungtrainer.

## Werdegang
Seine Karriere begann Reijonen für Finnland bei den Olympischen Winterspielen 1968 in Grenoble. Dabei gelang ihm im Einzelspringen von der Normalschanze der 40. Platz.
Bei der Skiflug-Weltmeisterschaft 1972 in Planica flog Reijonen auf den 32. Platz. Kurze Zeit nach der Weltmeisterschaft übersiedelte er nach Schweden und nahm die schwedische Staatsbürgerschaft an. Sein internationales Debüt für Schweden gab Reijonen, der zwischenzeitlich für den Holmens IF startete, bei der Vierschanzentournee 1976/77, die er nach eher schwachen Einzelresultaten auf Rang 64 der Gesamtwertung beendete. Bestes Einzelresultat der Tournee war Rang 60 auf der Schattenbergschanze in Oberstdorf.
Bei der Skiflug-Weltmeisterschaft 1977 in Vikersund erreichte er den 35. Platz. Nachdem er bei der Vierschanzentournee 1977/78 nicht an den Start gegangen war, sprang Reijonen bei der Nordischen Skiweltmeisterschaft 1978 in Lahti von der Großschanze auf 96 und 97 Meter und erreichte damit den 25. Platz. Von der Normalschanze sprang er mit 68,5 und 70,5 Metern den 49. Platz. Gemeinsam mit Jan Holmlund, Odd Brandsegg und Lennart Elimä wurde er mit der Mannschaft Sechster. Wenig später gewann Reijonen bei den Schwedischen Meisterschaften seinen ersten und einzigen nationalen Titel.
Bei seiner letzten Vierschanzentournee 1978/79 gelang ihm mit Rang 44 in Garmisch-Partenkirchen sein bestes Tournee-Einzelresultat und beendete die Tournee auf dem 57. Platz der Gesamtwertung. Nach dem Ende seiner aktiven Laufbahn im gleichen Jahr begann Reijonen mit der Arbeit als Nachwuchstrainer in Fagersta. 2007 wurde er von der Vänsterpartiet für seine Arbeit in Fagersta mit dem Fagerstapris ausgezeichnet.

## Erfolge

### Vierschanzentournee-Platzierungen
| Saison  | Platz | Punkte |
| ------- | ----- | ------ |
| 1976/77 | 64.   | 560,2  |
| 1978/79 | 57.   | 546,2  |